# هنرمند مردمی روسیه
هنرمند مردمی فدراسیون روسیه (به روسی: Народный артист Российской Федерации) که گاهی هنرمند ملی فدراسیون روسیه نیز نامیده می‌شود، بالاترین نشان هنری است که به یک هنرمند در فدراسیون روسیه داده می‌شود. این جایزه پیش از فروپاشی اتحاد شوروی با نام «هنرمند مردمی جمهوری شوروی فدراتیو سوسیالیستی روسیه» شناخته می‌شد.

## فهرست

### ۱۹۶۹
- Natalia Makarova - رقصنده باله

### ۱۹۹۲
- وادیم عبدراشیتوف — کارگردان فیلم
- ورا آلنتووا – بازیگر
- Gennadi Bortnikov – بازیگر
- Ivan I. Krasko – بازیگر
- یوری لیوبیموف – بازیگر
- تامارا نوساوا – بازیگر
- تاتیانا سامویلووا – بازیگر
- ویتالی سولومین – بازیگر
- Tatyana Vasilyeva – بازیگر

### ۱۹۹۳
- Lev Dodin – کارگردان تئاتر
- Pyotr Fomenko – کارگردان فیلم و تئاتر
- گئورگی گارانیان – موسیقی‌دان
- Boris Khimichev – بازیگر
- الگا آستراومووا – بازیگر
- Ruzhena Sikora – خواننده
- سرگئی سولویوف – کارگردان
- Evgeniy Steblov – بازیگر
- Olga Volkova – بازیگر
- Irina Zhurina – خواننده

### ۱۹۹۴
- لیا آخدژاکووا – بازیگر
- Oleksandr Bondurianskyi – نوازنده پیانو
- Boris Novikov – بازیگر
- Albert Filozov – بازیگر
- Yevgeny Krylatov – آهنگساز
- Rimma Markova – بازیگر
- Andrey Martynov – بازیگر
- Irina Muravyova – بازیگر
- Georgy Natanson – کارگردان
- Valery Nosik – بازیگر
- Victor Pavlov – بازیگر
- Elvina Podchernikova-Elvorti – هنرمند سیرک
- Aleksandr Porokhovshchikov – بازیگر، کارگردان
- Viktor Alexejewitsch Romanko - bayan-virtuoso
- Boris Shcherbakov – بازیگر
- نینا یوساتووا – بازیگر
- Anatoly Vasilyev – بازیگر
- Gennadi Yukhtin – بازیگر
- Aleksei Zharkov – بازیگر
- Lev Leshchenko – خواننده

### ۱۹۹۵
- نینا آنانیاشویلی – رقصنده باله
- یوگنیا گلوشنکو – بازیگر
- دمیتری خواراستوفسکی – خواننده
- ایگور کاستالفسکی – بازیگر
- Savva Kulish – کارگردان
- Gennady Pasko – نقاش
- ولادیمیر روبین – آهنگساز
- Yevgeniya Simonova – بازیگر
- Vladimir Verbitsky – رهبر ارکستر

### ۱۹۹۶
- Svetlana Bezrodnaya – نوازنده ویولن
- الکساندر بردونسکی - کارگردان تئاتر
- نیکولای بورلیایف – بازیگر
- ویاچسلاو دوبرینین – آهنگساز، خواننده
- Valery Fokin – کارگردان تئاتر
- والری گرگیف – رهبر ارکستر
- Nadezhda Gracheva – رقصنده باله
- ایگور کروتوی – آهنگساز
- والری لئونتیف – خواننده
- Tamara Miansarova – خواننده
- یوری نورشتاین – کارگردان
- Valery Polyansky – رهبر ارکستر
- Natalya Seleznyova – بازیگر
- Nikolay Serebryakov – کارگردان
- میخائیل سویتین – بازیگر
- مارگاریتا ترخووا – بازیگر
- Sergei Zakharov – خواننده

### ۱۹۹۷
- یوری آنتونوف (موسیقیدان) – موسیقی‌دان
- Victor Balashov – مجری رادیو
- Valery Lantratov- رقصنده باله
- Alexander Lenkov – بازیگر
- Alexander Malinin – موسیقی‌دان
- Vladimir Matorin – خواننده
- Klara Novikova – بازیگر
- Kirill Tikhonov – رهبر ارکستر

### ۱۹۹۸
- Olga Barnet – بازیگر
- Vitali Konyayev – بازیگر
- Fuat Mansurov – رهبر ارکستر
- Sergey Migitsko – بازیگر
- Yuri Nikolaev – مجری رادیو و تلویزیون، بازیگر
- Maria Pakhomenko – خواننده
- بوریس پلوتنیکوف – بازیگر
- Gennadi Poloka – بازیگر، کارگردان
- Nina Ruslanova – بازیگر
- Sergei Skripka – رهبر ارکستر
- Larisa Udovichenko – بازیگر
- Emmanuil Vitorgan – بازیگر

### ۱۹۹۹
- Alla Bayanova – خواننده
- Andrei Chistyakov – رهبر ارکستر
- Valentin Dikul – هنرمند سیرک
- ولادیمیر ایلین – بازیگر
- الکساندر گرادسکی – موسیقی‌دان
- David Goloschekin – موسیقی‌دان
- Nadezhda Kadysheva – خواننده
- Mikhail Kononov – بازیگر
- Aristarkh Livanov – بازیگر
- Lyudmila Polyakova – بازیگر
- آندری ماکارویچ – موسیقی‌دان
- Tatyana Piletskaya – بازیگر
- Joseph Raihelgauz – کارگردان تئاتر
- آلکسی ریبنیکف – آهنگساز
- Alexey Sheynin - بازیگر
- Nikolai Sorokin – بازیگر

### دهه ۲۰۰۰

#### ۲۰۰۰
- Ivan Bortnik – بازیگر
- Tatyana Dogileva – بازیگر
- Taisia Kornilova — هنرمند سیرک
- Evgeny Brazhnik – رهبر ارکستر
- الکساندر میشارین
- Dmitry Nazarov – بازیگر
- Emilyano Ochagaviya – بازیگر
- Yuri Sarantsev – بازیگر
- Alla Surikova – کارگردان

#### ۲۰۰۱
- Lev Borisov – بازیگر
- Zakhar Bron – نوازنده ویولن
- Boris Bystrov – بازیگر
- Lydia Davydova – خواننده
- Sergei Filin – رقصنده باله
- Oleg Gazmanov – خواننده
- بوریس خملنیتسکی – بازیگر
- گئورگی موسسیان – آهنگساز
- Ilya Oleynikov – بازیگر
- Slava Polunin – هنرمند سیرک، بازیگر
- Alexander Rosenbaum – موسیقی‌دان
- Vladimir Steklov – بازیگر
- Nikolay Tsiskaridze – رقصنده باله
- Alexandra Zakharova – بازیگر

#### ۲۰۰۲
- Olga Borodina – خواننده
- Gennady Gladkov – آهنگساز
- Boris Klyuyev – بازیگر
- Tatyana Kravchenko – بازیگر
- Vladimir Ponkin – رهبر ارکستر
- Stahan Rakhimov – خواننده
- Nikolay Rastorguyev – خواننده
- النا یاکوولوا – بازیگر
- Leonid Yakubovich – بازیگر
- Alla Yoshpe – خواننده

#### ۲۰۰۳
- Kama Ginkas – کارگردان تئاتر
- Igor Kashintsev – بازیگر
- Andrey Kovalchuk – مجسمه‌ساز
- اولگ منشیکف – بازیگر
- Leonid Nechayev – کارگردان
- Viktor Rakov – بازیگر
- Ilya Reznik – poet
- آندری اسمیرنوف (بازیگر) – بازیگر، کارگردان
- Zinovy Vysokovsky – بازیگر
- Aleksandr Zatsepin – آهنگساز

#### ۲۰۰۴
- آلگ اندرویچ – بازیگر، موسیقی‌دان
- Igor Yuryevich Ivanov – بازیگر
- Zinaida Ignatyeva – نوازنده پیانو
- Tamara Gverdtsiteli – خواننده
- یوگنی میرونف – بازیگر
- الکساندر میتا – کارگردان
- Alexander Morozov – آهنگساز
- Vladimir Nazarov – موسیقی‌دان
- Andrey Smolyakov – بازیگر
- الکساندر سوکوروف – کارگردان
- Maurice Yaklashkin – رهبر ارکستر
- والریا زکلونا – بازیگر

#### ۲۰۰۵
- Sergei Artsibashev – کارگردان
- یوری نظروف – بازیگر
- Sergei Roldugin – نوازنده ویولنسل
- Boris Romanov – بازیگر
- Raisa Ryazanova – بازیگر
- Valentin Smirnitsky – بازیگر
- Svetlana Smirnova – بازیگر
- Valentin Yudashkin – طراح مد
- Era Ziganshina – بازیگر

#### ۲۰۰۶
- Svyatoslav Belza – منتقد
- Yuri Bosco – هنرمند
- Aleksandr Galibin – بازیگر
- سرگئی گارماش – بازیگر
- Vitaly Logvinovsky – بازیگر
- اولیانا لوپاتکینا – رقصنده باله
- Alexander Pyatkov – بازیگر
- Angelina Vovk – بازیگر
- Slava Zaitsev – طراح مد
- Marina Zudina – بازیگر

#### ۲۰۰۷
- ایرینا آلفیوروا – بازیگر
- الکساندر داماگارف – بازیگر
- Margarita Fyodorova – نوازنده پیانو
- Vladimir Galouzine – خواننده
- الکسی گوسکف – بازیگر
- دمیتری خاراتیان – بازیگر
- Irina Rozanova – بازیگر
- Diana Vishneva – رقصنده باله
- کونستانتین لوپوشانسکی – کارگردان

#### ۲۰۰۸
- سرگئی بزروکوف – بازیگر
- Yuri Chernov – بازیگر
- فیلیپ کیرکوروف – خواننده
- Yulia Makhalina – رقصنده باله
- آنا نتربکو – خواننده

#### ۲۰۰۹
- Maria Alexandrova – رقصنده باله
- نیکلای باسکف – خواننده
- الکسی بولداکوف – بازیگر
- Oleg Mityaev – موسیقی‌دان
- Anatoly Mukasei – فیلمبردار
- Valentina Telichkina – بازیگر
- رومان ویکیتوک – بازیگر، کارگردان

### دهه ۲۰۱۰

#### ۲۰۱۰
- ایرینا آلگرووا – خواننده
- ولادیمیر خوتیننکو – بازیگر، کارگردان
- Dmitry Malikov – موسیقی‌دان
- ولادیمیر ماشکوف – بازیگر
- الکسی سربریاکوف – بازیگر
- Vyacheslav Spesivtsev – بازیگر
- Alexander Buinov – خواننده

#### ۲۰۱۱
- Fyodor Dobronravov – بازیگر
- ویرا گلاگولیوا – بازیگر و کارگردان فیلم
- Andrei Khrzhanovsky – کارگردان فیلم
- Denis Matsuev – نوازنده پیانو
- Boris Nevzorov – بازیگر، کارگردان
- Irma Nioradze – رقصنده باله

#### ۲۰۱۲
- Dmitry Gudanov – رقصنده باله
- کنستانتین خابنسکی – بازیگر
- چولپن خاماتووا – بازیگر

#### ۲۰۱۳
- نیکلای چیندیایکین – بازیگر
- Natalya Gvozdikova – بازیگر
- Lev Prygunov – بازیگر
- Igor Sklyar – بازیگر
- Aleksandr Trofimov – بازیگر
- والریا – خواننده

#### ۲۰۱۴
- Valery Khalilov – رهبر ارکستر، آهنگساز

#### ۲۰۱۵
- آرکادی آرکانف – بازیگر (posthumous)
- سنیا راپوپورت – بازیگر

#### ۲۰۱۶
- Marina Esipenko – بازیگر
- Nikolay Lazarev – بازیگر
- Vladimir Nosik – بازیگر
- Yuliya Rutberg – بازیگر
- Alexander Sladkovsky – رهبر ارکستر
- Igor Vernik – بازیگر

#### ۲۰۱۷
- Olga Pogodina – بازیگر

#### ۲۰۱۸
- Ekaterina Krysanova - رقصنده باله[۱]
- Viktoria Tereshkina - رقصنده باله[۲]